# 中山村 (熊本県)
中山村（なかやまむら）は、熊本県の中部に位置していた村。

## 歴史
- 1889年4月1日 - 馬場村、大沢水村、小市野村、萱野村、津留村、中小路村、松野原村、原田村、中郡村、白石野村、堅志田村、木早河内村、岩下村が合併して発足。
- 1955年1月1日 - 年祢村と合併し中央村が発足。